# François Jacob
François Jacob (n. 17 iunie 1920, Nancy, Franța – d. 20 aprilie 2013, Paris, Île-de-France, Franța)) a fost un cercetător și medic francez, laureat al premiului Nobel pentru fiziologie sau medicină. A fost cancelar al Ordre de la Libération⁠(fr)[traduceți] între anii 2007 - 2011.

## Biografie

### Tinerețea și familia
Născut la 17 iunie 1920 la Nancy, într-o familie de origine evreiască, François Jacob a fost fiul unic al lui Simon Jacob și al Thérèsei Franck (decedată în iunie 1940). Bunicul său matern, Albert Franck (1868-1936, École polytechnique promoția 1887), a fost „primul evreu care a ajuns la gradul de general de corp de armată”.

### Angajarea în cel de-al Doilea Război Mondial
După studiile la Liceul Carnot din Paris s-a înscris la Facultatea de Medicină din Paris cu intenția de a deveni chirurg. Și-a întrerupt studiile de medicină înainte de sfârșitul celui de-al doilea an: în iunie 1940 a părăsit Franța pentru a se alătura Forțelor Franceze Libere la Londra. În calitate de ofițer al Serviciului de Sănătate al Armatei (Service de santé des armées⁠(fr)[traduceți]) a participat la operațiile militare din Fezzan și Tripolitana (Libia), precum și în Tunisia, unde a fost rănit. A trecut ulterior în a doua divizie blindată⁠(fr)[traduceți]. În timpul campaniei din Normandia în august 1944 a fost din nou rănit, de data aceasta serios, trebuind să-și petreacă următoarele șapte luni la spitalul militar Val-de-Grace⁠(fr)[traduceți].
După război, și-a finalizat studiile medicale la Paris, unde a obținut titlul de doctor în 1947 cu o teză despre proprietățile tirotricinei, un antibiotic pentru uz local care fusese izolat în 1939 de către René Dubos⁠(fr)[traduceți] și care fusese primul antibiotic comercializat. În același an s-a căsătorit cu pianista Lise Bloch, cu care a avut patru copii: Pierre, care a devenit filozof, gemenii Laurent și Odile⁠(fr)[traduceți] (fondatoarea Editurii Odile Jacob) și Henri. Văduv, s-a căsătorit cu a doua sa soție, Dr. Geneviève Barrier⁠(fr)[traduceți], fondatoarea Serviciului de Ajutor Medical de Urgență (Service d'aide médicale urgente - SAMU⁠(fr)[traduceți]) din Paris.
Umanist, el a semnat, împreună cu alți laureați ai Premiului Nobel, un apel cerând ca o delegație a Comitetul pentru Drepturile Copilului⁠(fr)[traduceți] al ONU să-i facă o vizită unui copil tibetan, Gendhun Choekyi Nyima⁠(fr)[traduceți], aflat în arest la domiciliu din 1995 în China, recunoscut ca cel de-al unsprezecelea Panchen Lama⁠(fr)[traduceți] de către al paisprezecelea Dalai Lama, Tenzin Gyatso.

### Cariera științifică
Rănile din război fiind prea grave pentru a-i permite să practice chirurgia, până în 1950 a lucrat în alte domenii, an în care a intrat la Institutul Pasteur din Paris lucrând sub conducerea lui André Lwoff.
În 1956 a fost numit director al laboratorului iar în 1960 șef al serviciului de genetică celulară care tocmai se instalase la Institutul Pasteur din Paris din Paris. În 1964 îi este atribuită catedra de genetică celulară de la Collège de France, catedră special creată pentru el.
François Jacob a fost membru străin al următoarelor academii: Academia Regală Daneză de Științe și Litere, Academia Americană de Arte și Științe, Academia Națională de Științe (SUA), American Philosophical Society, Royal Society din Londra, Academia Regală de Medicină din Belgia, Academia de Științe, New York, Academia Internațională de Istoria Științei, Academia de Științe a Ungariei, Academia Regală de Științe fizice și naturale din Spania. Este doctor honoris causa al următoarelor universități: Universitatea din Chicago, Mount Sinai Medical Center din New York, Universitatea Humboldt din Berlin, Institutul Weizmann din Israel, Universitatea Rockefeller din New York, Universitatea Oxford, Universitatea Harvard, universitățile din Bruxelles, Barcelona, Roma, Lisabona, Bologna, Atena, Creta, Montreal, Valencia, Madrid, Istanbul.

## Principalele lucrări științifice
În 1951 și-a terminat studiile de biologie și în 1954 și-a susținut doctoratul în biologie la Sorbona consacrat lizogeniei bacteriene (adică starea unei bacterii având integrat în genom materialul genetic al unui virus bacteriofag) și conceptului de provirusuri (un provirus sau profag este numele dat la genomului dormant al unui bacteriofag integrat în cel al bacteriei gazdă). În această lucrare el a descris, în special, consecințele biochimice ale mutațiilor punctiforme în genomul bacterian. Astfel, el a reușit să explice rezistența bacteriilor la profagi prin existența unor mecanisme genetice care pot reduce activitatea genelor profagilor.
În 1954 a început o colaborare fructuoasă de mai mulți ani cu Elie Wollman⁠(fr)[traduceți], colaborare care le-a permis celor doi să înțeleagă mai bine legăturile și relațiile dintre materialul genetic al bacteriei și cel al profagului precum și procesul de conjugare între bacterii. Împreună au elaborat mai multe teorii noi pentru a explica schimbul de gene între bacterii în timpul conjugării și a demonstra structura circulară a cromozomului bacterian și prezența de plasmide. Rezultatele lor au fost publicate în cartea Sexualitatea și genetica bacteriilor.
În 1958, asemănările remarcabile dintre lizogenie și posibilitatea de a induce sinteza de lactază (o enzimă care realizează degradarea lactozei) la anumite bacterii au permit lui François Jacob și Jacques Monod elucidarea mecanismelor genetice responsabile de schimbul de gene între bacterii. Aceste schimburi conferă proprietăți noi bacteriilor permițându-le, de exemplu, sintetiza de proteine. Astfel, ei au descoperit operonul lactoză la bacteria Escherichia coli, descoperire care a revoluționat înțelegerea mecanismelor de regulare a expresiei genelor la bacterii și care a fost la originea dezvoltării ingineriei genetice. În concluzia acestor lucrări, Jacob și Monod au pus la punct un model care descrie interacțiunea diferitelor tipuri de gene și proteine în timpul transcripției acidului ribonucleic (ARN).
A fost membru al Centrului Royaumont pentru o Știință a omului (Centre Royaumont pour une Science de l’Homme).

## Distincții și decorații
- Legiunea de Onoare în grad de mare cruce ;
- Croix de la Libération pentru activitatea din timpul celui de-al Doilea Război Mondial. În octombrie 2007, F. Jacob a fost numit cancelar al ordinului pe o perioadă de patru ani, după decesul lui Pierre Messmer. Fred Moore i-a succedat în octombrie 2011;
- Ordre national du Mérite în grad de mare ofițer;
- Croix de guerre 1939-1945 cu cinci citații;
- Médaille coloniale cu baretele Fezzan-Tripolitaine și Tunisia;
- Insigne des blessés militaires;
- Premiul Charles Léopold Mayer al Academiei de Științe (1962);
- În 1965, Premiul Nobel de fiziologie sau medicină împreună cu André Lwoff și Jacques Monod, care a recompensat lucrările de genetică;
- Ales la Academia Franceză de Științe în 1977;
- Ales la Academia Franceză în 1996;
- În 1995 și 2005 a fost delegat al Academiei de Științe la Ședința publică anuală a celor cinci academii care constituie Institutul Franței.

## Opera literară
- 1954 : Les Bactéries lysogènes et la Notion de provirus, Editura Masson.
- 1961 : Sexuality and the genetics of bacteria, împreună cu Élie Wollman, la Academic Press.
- 1970 : La Logique du vivant, une histoire de l’hérédité, la Editura Gallimard.
- 1979 : L'évolution sans projet în Le Darwinisme aujourd'hui, Colecția Points - Sciences, Editions du Seuil).
- 1981 : Le Jeu des possibles, essai sur la diversité du vivant, Editions Fayard.
- 1987 : La Statue intérieure, Editura Odile Jacob, autobiografie.
- 1997 : La Souris, la Mouche et l’Homme, Editura Odile Jacob.

## Ceremonia prevăzută cu ocazia decesului
Onoruri militare i-au fost aduse pe 24 aprilie 2013 în Curtea de Onoare de la Hôtel des Invalides din Paris în prezența Președintelui Republicii Franceze.